# Обикновена скрипя
Обикновената скрипя (Lithobius forficatus) е често срещан вид многоножка от клас хилоподи.

## Описание и хранене
Тялото на този почвен обитател е жълто-кафяво и достига до 2 – 3 cm дължина. Храни се с дъждовни червеи, насекоми и др. безгръбначни животни.

## Местообитание и разпространение
Обитава различни биотопи, среща се под камъни, под кората на сухи дървета, в почвата, а понякога се среща и в човешките жилища – във влажни и рядко използвани помещения като мазета, тавани, килери и др.

## Описание
Броят на краката достига от 15 до 30,тялото има няколко сегмента (около 20).Очите ѝ са малки и различават само светло от тъмно, но за сметка на това има много чувствителни сензорни антенки, които помагат на скрипията да се ориентира.

## Размножаване
Те се размножават на пролет. Мъжките отделят сперматофорт, който женските обхващат с изменените си полови крачка (най-задните) и го вмъкват в половото си отвестие. Не след дълго женските снасят яйцата си в ямки, които изкопават под големи камъни. Те се увиват около тях докато не се излюпят ларвите. Те са само няколко милиметра и веднага започват да ловуват червеи, хлебарки и др. дребни животни.